# Сегре-ан-Анжу-Блё (кантон)
Сегре-ан-Анжу-Блё (фр. Segré-en-Anjou Bleu, до 5 марта 2020 года назывался Сегре, фр. Segré) — кантон во Франции, находится в регионе Пеи-де-ла-Луар, департамент Мен и Луара. Входит в состав округа Сегре.

## История
Кантон Сегре образован в 1790 году. В результате административной реформы 2015 года состав кантона существенно изменился: в его состав вошли коммуны упраздненных кантонов Канде и Пуансе.
С 2015 года состав кантона неоднократно менялся. 15 декабря 2016 года коммуны Вергон, Грюже-л’Опиталь, Комбре, Ла-Превьер, Ла-Шапель-Юллен, Ле-Трамбле, Ноэлле, Пуансе, Сен-Мишель-э-Шанво и Шазе-Анри образовали новую коммуну Омбре-д’Анжу; коммуны Авире, Л’Отельри-де-Фле, Ла-Ферьер-де-Фле, Ла-Шапель-сюр-Удон, Ле-Бур-д’Ире, Лувен, Маран, Монгийон, Ниуазо, Нуаян-ла-Гравуаэр, Сегре, Сен-Мартен-дю-Буа, Сен-Совер-де-Фле, Сент-Жем-д’Андинье и Шатле – новую коммуну Сегре-ан-Анжу-Блё, ставшую центром кантона.
1 января 2018 года коммуна Френье вместе с коммунами Боннёвр, Врис, Момюсон и Сен-Мар-ла-Жай департамента Атлантическая Луара образовали коммуну Валлон-де-л’Эрдр, вошедшую в состав департамента Атлантическая Луара.
5 марта 2020 года указом № 2020-211 кантон переименован в Сегре-ан-Анжу-Блё. .

## Состав кантона с 1 января 2018 года
В состав кантона входят коммуны (население по данным Национального института статистики за 2020 год):
- Ангри (922 чел.)
- Армайе (319 чел.)
- Буйе-Менар (755 чел.)
- Бур-л’Эвек (234 чел.)
- Канде (2 821 чел.)
- Карбе (267 чел.)
- Луаре (882 чел.)
- Омбре-д’Анжу (8 908 чел.)
- Сегре-ан-Анжу-Блё (17 660 чел.)
- Шазе-сюр-Агро (1 052 чел.)
- Шаллен-ла-Потри (795 чел.)

## Политика
На президентских выборах 2022 г. жители кантона отдали в 1-м туре Эмманюэлю Макрону 36,6 % голосов против 23,9 % у Марин Ле Пен и 15,0 % у Жана-Люка Меланшона; во 2-м туре в кантоне победил Макрон, получивший 61,8 % голосов. (2017 год. 1 тур: Франсуа Фийон — 26,2 %, Эмманюэль Макрон — 23,9 %, Марин Ле Пен — 19,4 %, Жан-Люк Меланшон — 15,9 %; 2 тур: Макрон — 69,6 %).
С 2015 года кантон в Совете департамента Мен и Луара представляют бывший мэр коммуны Омбре-д’Анжу Мари-Жо Амар (Marie-Jo Hamard) и бывший мэр коммуны Сегре-ан-Анжу-Блё Жиль Гримо (Gilles Grimaud) (оба — Разные правые).
|                | Кандидаты                                    | Партия                   | Первый тур | Первый тур     | Второй тур | Второй тур |
| Кол-во голосов | Кандидаты                                    | Партия                   | % голосов  | Кол-во голосов | % голосов  |            |
| -------------- | -------------------------------------------- | ------------------------ | ---------- | -------------- | ---------- | ---------- |
|                | Мари-Жо Амар Жиль Гримо                      | Разные правые            | 3 076      | 46,55          | 3 697      | 59,82      |
|                | Эрве Дюбосклар Иоланда Гонсалес              | Левый блок — Зелёные     | 1 487      | 22,50          | 2 483      | 40,18      |
|                | Сандрин Булле-Шалье Рафаэль де ла Сальмоньер | Разные правые            | 980        | 14,83          |            |            |
|                | Бланш Боден Жан-Мари Журдон                  | Национальное объединение | 857        | 12,97          |            |            |
|                | Жан-Од Гонна Элен Тардиво                    | Крайне правые            | 208        | 3,15           |            |            |

|                | Кандидаты                       | Партия                  | Первый тур | Первый тур     | Второй тур | Второй тур |
| Кол-во голосов | Кандидаты                       | Партия                  | % голосов  | Кол-во голосов | % голосов  |            |
| -------------- | ------------------------------- | ----------------------- | ---------- | -------------- | ---------- | ---------- |
|                | Мари-Жо Амар Жиль Гримо         | Правый блок             | 5 897      | 51,49          | 7 736      | 71,78      |
|                | Артур де Виттон Агата Госсе     | Национальный фронт      | 2 744      | 23,96          | 3 042      | 28,22      |
|                | Сандра Контамина Эрве Дюбосклар | Европа Экология Зелёные | 1 875      | 16,37          |            |            |
|                | Паскаль Маэ Николь Семерья      | Коммунистическая партия | 937        | 8,18           |            |            |